# Olivier Grouillard
Olivier Grouillard, francoski dirkač Formule 1, * 2. september 1958, Fenouillet, Francija. 
Olivier Grouillard je upokojeni francoski dirkač Formule 1. Debitiral je v sezoni 1989, ko je na domači dirki za Veliko nagrado Francije s šestim mestom osvojil svojo edino prvenstveno točko. V sezonah 1990, 1991 in 1992 mu višje od osmega mesta ni več uspelo priti, na nekaterih Velikih nagradah se niti ni kvalificiral na dirko. Po koncu sezone 1992 se je upokojil.

## Popolni rezultati Formule 1
(legenda) (odebeljene dirke pomenijo najboljši štartni položaj, poševne pa najhitrejši krog, †-uvrščen kljub odstopu)
| Leto | Moštvo                               | Šasija         | Motor       | 1        | 2        | 3        | 4        | 5        | 6       | 7        | 8       | 9        | 10       | 11      | 12      | 13       | 14       | 15      | 16      | Prv | Toč |
| ---- | ------------------------------------ | -------------- | ----------- | -------- | -------- | -------- | -------- | -------- | ------- | -------- | ------- | -------- | -------- | ------- | ------- | -------- | -------- | ------- | ------- | --- | --- |
| 1989 | Ligier Loto                          | Ligier JS33    | Cosworth V8 | BRA 9    | SMR DSQ  | MON Ret  | MEH 8    | ZDA DNQ  | KAN DNQ | FRA 6    | VB 7    | NEM Ret  | MAD DNQ  | BEL 13  | ITA Ret | POR DNQ  | ŠPA Ret  | JAP Ret | AVS Ret | 26. | 1   |
| 1990 | Osella Squadra Corse                 | Osella FA1M    | Cosworth V8 | ZDA Ret  | BRA Ret  |          |          |          |         |          |         |          |          |         |         |          |          |         |         | -   | 0   |
| 1990 | Osella Squadra Corse                 | Osella FA1ME   | Cosworth V8 |          |          | SMR Ret  | MON DNQ  | KAN 13   | MEH 19  | FRA DNPQ | VB DNQ  | NEM DNQ  | MAD DNPQ | BEL 16  | ITA Ret | POR DNQ  | ŠPA Ret  | JAP DNQ | AVS 13  | -   | 0   |
| 1991 | Fondmetal F1 SpA                     | Fomet FA1M-E90 | Cosworth V8 | ZDA DNPQ | BRA DNPQ |          |          |          |         |          |         |          |          |         |         |          |          |         |         | -   | 0   |
| 1991 | Fondmetal F1 SpA                     | Fomet F1       | Cosworth V8 |          |          | SMR DNPQ | MON DNPQ | KAN DNPQ | MEH Ret | FRA Ret  | VB DNPQ | NEM DNPQ | MAD DNQ  | BEL 10  | ITA Ret | POR DNPQ |          |         |         | -   | 0   |
| 1991 | Automobiles Gonfaronnaises Sportives | AGS JH27       | Cosworth V8 |          |          |          |          |          |         |          |         |          |          |         |         |          | ŠPA DNPQ | JAP     | AVS     | -   | 0   |
| 1992 | Tyrrell Racing Organisation          | Tyrrell 020B   | Ilmor V10   | JAR Ret  | MEH Ret  | BRA Ret  | ŠPA Ret  | SMR 8    | MON Ret | KAN 12   | FRA 11  | VB 11    | NEM Ret  | MAD Ret | BEL Ret | ITA Ret  | POR Ret  | JAP Ret | AVS Ret | -   | 0   |